# Hermandad de Nuestra Señora de la Soledad (Salamanca)
La hermandad de Nuestra Señora de la Soledad es la cofradía más numerosa de cuantas participan en la Semana Santa Salmantina, con más de 2200 cofrades y cientos de personas acompañando a las imágenes.
Tiene su sede en la Catedral Nueva de Salamanca, realizando su desfile procesional en las primeras horas de la madrugada del Sábado Santo.
El desfile se caracteriza por la elegancia, el rigurosísimo luto y la sobriedad, todo ello acompañado por marchas fúnebres como la Madrugá de Abel Moreno Gómez, Mater Mea o la Crucifixión, de Jaime Gutiérrez.

## Emblema
El anagrama de la hermandad está compuesto por una corona de espinas con los tres clavos inscritos, todo ello en blanco sobre fondo negro.

## Historia
La hermandad se fundó el 22 de mayo de 1645 por el gremio de zapateros de Salamanca con fines benéficos, fundamentalmente la asistencia a los condenados a muerte, en la desaparecida iglesia de San Román. No hay datos de la imagen que la hermandad veneraba en su momento fundacional. La primera de la que se tiene constancia se realizó en 1759 y fue trasladada solemnemente a San Román el 22 de junio de ese año desde la parroquia de los santos Justo y Pastor. En noviembre de ese mismo año se acordó hacer una nueva talla, de mejor hermosura y facciones, aunque no se tienen más noticias del cambio.
En 1829 absorbió a la cofradía de San Crispín y San Crispiniano y en 1845 a la de la Virgen de la Victoria, debido a la mala situación de las citadas cofradías. En 1887 el obispo Cámara cerró la parroquia de san Román por el peligro de ruina del edificio. A pesar de esto la imagen siguió recibiendo culto en la iglesia y la cofradía permaneció allí establecida, encargándose  los fieles de sustentarla con sus limosnas.

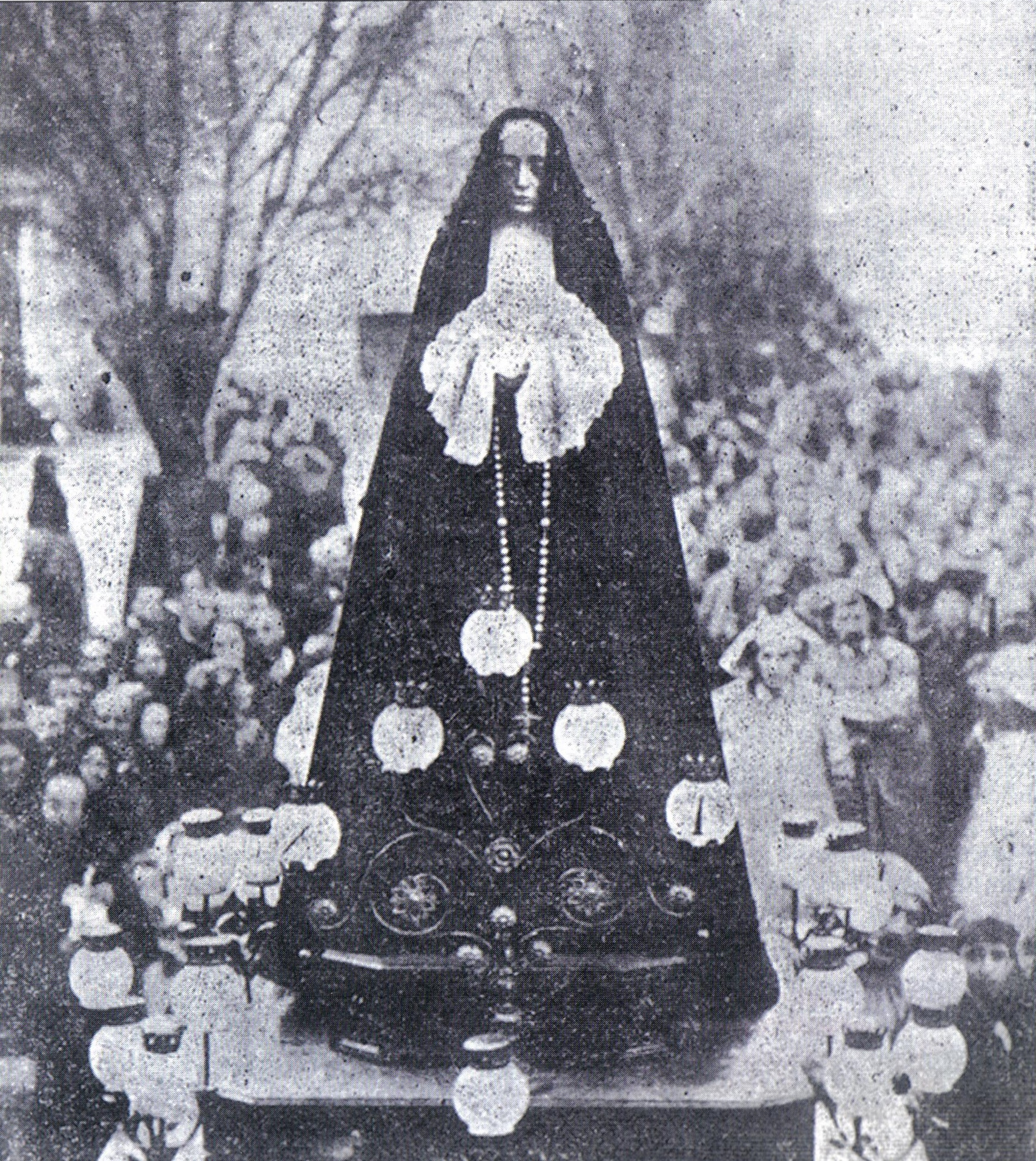
Antigua imagen de Ntra. Sra. de la Soledad en la procesión del Santo Entierro de 1898

En 1890 la cofradía comenzó a tomar un carácter penitencial del que había carecido hasta el momento, desfilando en Semana Santa. La hermandad se integró en la Procesión del Santo entierro organizada por la cofradía de la Vera Cruz.
En 1904 la hermandad se trasladó de manera provisional a la iglesia del convento de San Esteban convirtiéndose en una cofradía estrictamente penitencial. Un año más tarde organizó su propia procesión, siendo la primera cofradía que desfiló de forma independiente, ya que hasta entonces la Vera Cruz tenía el privilegio de organizar todos los desfiles que se realizasen en la ciudad durante la Semana Santa. El 21 de abril de 1905 desfiló la nueva imagen de la Virgen realizada por Manuel de Mena, entregándose en depósito la antigua imagen al capellán del cementerio de San Carlos Borromeo, en cuya capilla permanece actualmente.En 1909 trasladó su sede en la iglesia de San Benito.
En 1914 se realizó una nueva imagen realizada por Manuel Iglesias Recio, natural de Villares de la Reina y formado en la Escuela de San Fernando.
En 1922 hubo un nuevo traslado, fijando su sede canónica en la Catedral Nueva, ocupando en un principio la capilla de Ntra. Sra. de la Cabeza y desde 1934 la de Ntra. Sra. de la Luz, actualmente conocida como capilla de Ntra. Sra. de la Soledad.

En 1930 se compró una nueva carroza con los laterales repujados en plata, realizada por los talleres de Pedro Ruiz en Vitoria, a la que se le acopló un palio de terciopelo negro soportado por seis varas.

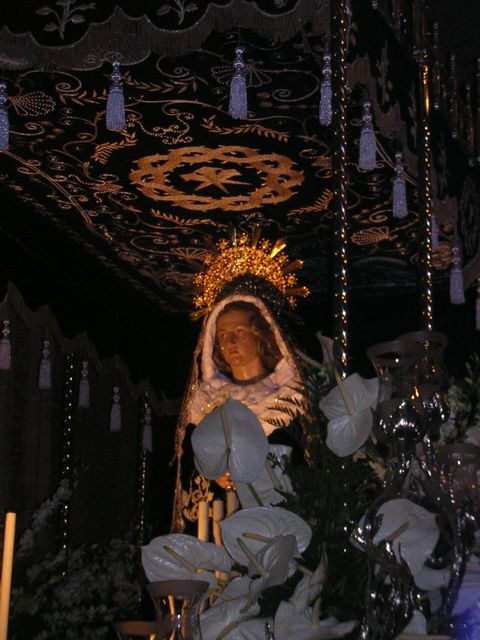
Actual imagen de Ntra. Sra. de la Soledad.

En 1940 se encargó a Mariano Benlliure una nueva imagen de la Virgen que fue bendecida el Domingo de Ramos de 1941. La dureza de los rasgos de la talla no gustó a los cofrades, por lo que la imagen fue devuelta a su autor en 1943 para modificarla. La nueva imagen gustó tanto a los cofrades que el autor fue nombrado hermano honorífico. En 1944 la cofradía pretendió incorporar a su desfile la imagen de la Piedad de Luis Salvador Carmona que también se venera en la Catedral Nueva. El obispo Francisco Barbado Viejo denegó su solicitud cediendo la imagen para su procesión a la recién creada Hermandad Dominicana.
El suceso más triste en la historia de la hermandad se produjo en la madrugada del 30 de marzo de 1985, cuando unos desconocidos entraron en la Catedral robando todo el ajuar de la imagen, incluida la corona que realizará el taller de joyería Cordón en los años 30 del siglo XX. A partir de este hecho se incrementó el número de altas de hermanos, a modo de acto de desagravio, y se recibieron numerosas donaciones con las que recomponer el ajuar de la Virgen, si bien no se pudieron recuperar las joyas originales. Es digno de destacar el valor artístico de la corona perdida, que no ha sido recuperado en la réplica actual.
El 15 de junio de 1991 la hermandad conmemoró el cincuentenario de la imagen con una ofrenda floral a la Virgen, colocada en su paso, ante la Puerta de Ramos de la Catedral Nueva. La aparición de la lluvia obligó a celebrar la eucaristía posterior en el interior del templo, si bien a su término la imagen pudo salir en procesión extraordinaria por las calles del barrio antiguo de la ciudad. Debido al elevado número de cofrades que participaban en el desfile acompañando a un solo paso en 1997 se incorporó un segundo paso de carácter alegórico llamado "Soledad de la Cruz" y realizado por Vicente Cid y Tomás Monzón.
En octubre de 2005 la hermandad organizó el XXXII Encuentro Nacional de Hermandades de Ntra. Sra. de la Soledad. A finales de 2008 surgió la propuesta de alargar el recorrido de la procesión, pasando a recorrer más de 7 kilómetros y llevando a Nuestra Señora de la Soledad por los puentes de la ciudad. Este proyecto no se desarrolló sin embargo durante la Semana Santa de 2009.
Tras cuarenta y dos años con Miguel Hernández como hermano mayor, en 2024 se produjo el relevo en la junta de gobierno de la hermandad. El nuevo equipo directivo apuesta por dar una mayor solemnidad al desfile, introduciendo cambios que acentúen su carácter luctuoso. También se ha propuesto recuperar la túnica de cola en terciopelo para los nazarenos y la posibilidad de realizar un nuevo paso para la Virgen

## Pasos

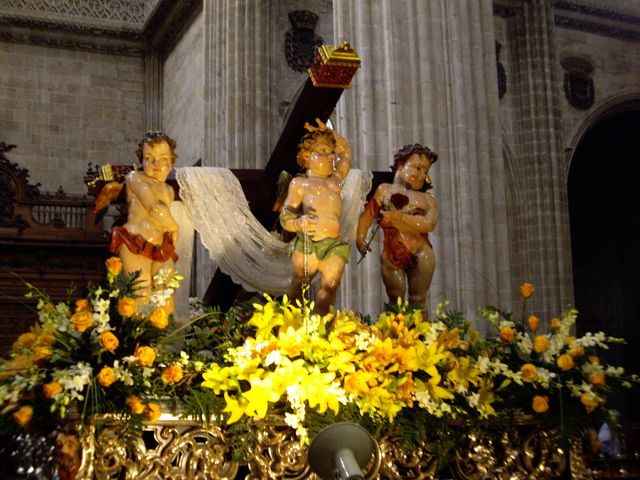
Paso de la Soledad de la Cruz (Monzón y Cid, 1997).

- Soledad de la Cruz: Representa a cinco angelotes portando la Cruz en plano inclinado.Concebida inicialmente como cruz de guía, se configuró como un paso alegórico del tránsito de la muerte a la vida. Es obra de Tomás Monzón de Arriba y Vicente Cid Pérez en 1996.[10]
- Ntra. Sra. de la Soledad: imagen tallada en 1941 por Mariano Benlliure. Destaca por su belleza, realismo y la serenidad de su tristeza. Viste saya y manto negros bordados en plata. Desfila en un paso de palio, del estilo de los tronos malagueños, realizado en metal plateado por los Talleres Pedro Ruiz en Vitoria en 1930.[2] La carroza fue ampliada en 1955 por el platero Cordón, pasando a tener el palio ocho varales. El techo del palio fue bordado por José Antonio Arroyo Villoria en 1990. El paso fue modificado de nuevo en 1993, añadiendo veinticuatro puestos de carga, adornando los laterales con plata repujada, poniendo dos varales más al palio, que quedó con diez, y rematando los banzos externos con grandes tallas bañadas en plata.[3]

## Marchas dedicadas
- Madre, Reina y Señora, Manuel Borges, 2004.[11]
- Noche de Soledad, Matías Cañizal Tello, 2006.[12]
- Virgen de la Soledad, Juan Carlos de la Fuente, 2007.
- En tus lágrimas Soledad, Rubén García Torres, 2008.

## Hábito
Los cofrades visten túnica, capa, capirote, cíngulo, zapatos, calcetines y guantes negros. El capirote tiene bordado el anagrama de la Hermandad a la altura del pecho